# Дион-Скотти, Коллин
Колли́н Дио́н-Ско́тти (англ. Colleen Dion-Scotti; 26 декабря 1964, Ньюберг, Нью-Йорк, США) — американская актриса

 мыльных опер и каскадёр.

## Биография и карьера
Коллин Дион родилась 26 декабря 1964 года в Ньюберге (штат Нью-Йорк, США).
Коллин дебютировала в кино в 1985 году, начав играть роль Эви Стоун в телесериале «В поисках завтрашнего дня», в котором она снималась до 1986 года. В 1992—1994 года Дион-Скотти играла роль Бретт Гарднер в телесериале «Другой мир». Всего она сыграла в 10-ти фильмах и телесериалах. Коллин также является каскадёром и в 1986 году она исполняла трюки в фильме «Лукас».
В 1988—1993 года Коллин была замужем за Стивеном Дженсеном. В 1996—2014 годы Дион-Скотти была замужем за Ларри Скотти, от которого у неё есть двое детей — сын Лоренс Джордж Скотти (род. 08.10.1996) и дочь Вивиана Лорентия Скотти (род. 08.08.2000).

## Мыльные оперы
актриса
| Год       |   | Русское название          | Оригинальное название      | Роль              |
| --------- | - | ------------------------- | -------------------------- | ----------------- |
| 1985      | с | В поисках завтрашнего дня | Search for Tomorrow        | Эви Стоун         |
| 1989      | с | Санта-Барбара             | Santa Barbara              | любовница Роберта |
| 1990—2004 | с | Дерзкие и красивые        | The Bold and the Beautiful | Фелиша Форрестер  |
| 1992—1994 | с | Другой мир                | Another World              | Бретт Гарднер     |
| 1999—2001 | с | Все мои дети              | All My Children            | Лесли Кулсон      |
| 2001—2002 | с | Как вращается мир         | As the World Turns         | Далия Вентура     |
| 2003      | с | Направляющий свет         | Guiding Light              | Рамона Хендон     |

каскадёр
- 1986 — «Лукас» / Lucas